# أمازيغية غمارة
أمازيغية غمارة هي لغة أمازيغية أطلسية يتكلمها حوالي 10.000 شخص في المغرب، نواحي مدينتي تطاون والشاون. يقطن أغلب الناطقين بهته اللهجة في الريف الغربي. من الدواوير التي لا زالت محافظة على هذه اللهجة: دوار أمتيقان وضواحيه غرب واد أورينكا. تتقارب كثيرا أمازيغية غمارة مع أمازيغية صنهاجة، ولكنها تختلف كثيرا عن الأمازيغية الزناتية بالريف ويصعب التفاهم بينهما.
من أبرز اختلافات لهجة غمارة عن اللهجة الريفية الزناتية استعمال كلمة «دار» عوض «غار» (يقابلها بالعربية إلى/نحو) وانتهاء الجمع المؤنث ب «أن» عوض «إن».

## خطر الانقراض
أمازيغية غمارة مهددة بالانقراض. بالرغم من كون الأطفال أيضا يتحدثون أمازيغية غمارة وليس فقط النساء المسنات وكبار السن بشكل عام، لا تزال أمازيغية غمارة مهددة، ب10.000 متحدث فقط. ويعزى هذا الوضع السلبي لعدة عوامل.
| تاغماريت | تشلحيت | العربية |
| --- | --- | --- |
| يان ن نهار، بابا نّس ن جاحا ئفك-اس سونتيم، باش اسوغ اغف (ازلّيف) ن تبرّيكت. ئسغا ت، ئشّ لحم نّس كامل تقّيم غير لكسدا خاويا. ئبّاهد داو بابا نّس. لات ئژڕ ئسدّاع: " شنو ايها؟ " ئنّا-اس: " اغف ن تبرّيكت ". -انا لّان ئمزگان نّس؟ - ايتلّ ما تسّالاش. -انا هلّان تيطّيوان نّس؟ - ايتلّ ما توالش / ما هزّارش. -انا يل ئلس نّس؟ - ايتلّ ما ه تساوالش / زاينونا. -لجلد ن ئغف نّس فاينووا؟ - ايتلّ قرعا / مزلّغا. | يان واسّ، بابا-س ن جاحا ئفكا-اس-د سونتيم، باش اد ئسغ ئخف (اگايّو) ن تيخسي. ئسغا ت، ئشّ تيفييّي نّس كولّو ت، غامان غار ئخسان خوانين. ييوّي ت ئ بابا-س. لّيغ ت ئژڕا ئلهو: " ما ئگا غاياد؟ " ئنّا اس: " ئخف ن تيخسي ". -ماني غ لّان ئمزگان نّس؟ - تكّاتينّ ؤر ار تسّليد. -ماني غ لّان الّن نّس؟ - تكّاتينّ ؤر ار تانّاي. - ماني غ ئلّا ئلس نّس؟ - تكّاتينّ ؤر ار تساوال. -د واليم ن ئخف نّس ماني غ ئلّا - تكّاتينّ تگا تامجّوضت. | وما ما، والد جحا أعطاه سنتيماً، كي يشتري رأس نعجة. اشتراها، ثم أكل كل اللحم، بقي منه إلّا جثة فارغة، أحضره إلى والده. لما رآه صرخ "ما هذا؟" أجاب جحا "رأس نعجة". - أين آذانها (النعجة)؟ -كانت صماء. -أين عيونها؟ -كانت أعمى. -أين لسانها؟ -كانت خرساء. -و جلد رأسها، أين هو؟ -كانت أصلع. |

## دراسات على أمازيغية غمارة
- Colin, Georges S. 1929. Le parler berbère des Ġmāra
- (Gabriel Camps and J. Vignet-Zunz. 1998. Ghomâra (Ghumara, Ghmara
- J. el Hannouche. 2008. Ghomara Berber: A brief grammatical survey
- J. el Hannouche. 2010. Arabic influence in Ghomara Berber
- Mourigh, Khalid. 2015. A grammar of Ghomara Berber